# Условна слобода
Условна слобода је српско-словеначки филм из 2006. године који је режирао Мирослав Живановић.

## Радња
Приватни аутопревозници погребне опреме, Озрен и Добрица, долазе на Змајевац, проналазе и сахрањују „леш“ Јаблана Палибрка. Паралелно траје операција хватања контраадмирала Газиводе, који се у оближњем селу крије са својом пријатељицом Буби. Ту се још појављује Шеф, Возач, главни оперативац Тодор, мајстор за прерушавање, као и незаобилазна Блонди, странкиња која надгледа операцију својим лепим европским очима. Међутим, показаће се да ништа није тако као што изгледа.

## Улоге
| Глумац               | Улога                  |
| -------------------- | ---------------------- |
| Милан Гутовић        | Озрен Ћук              |
| Милан Томић          | Добрица                |
| Ивана Михић          | Марта                  |
| Тихомир Арсић        | Тодор                  |
| Миодраг Крстовић     | Шеф                    |
| Сергеј Трифуновић    | Возач                  |
| Тања Бошковић        | Инге ван ден Брук      |
| Борис Комненић       | Контраадмирал Газивода |
| Александра Ристић    | Љубинка Буби Мркић     |
| Слободан Ћустић      | Страхиња               |
| Радован Миљанић      | Командир               |
| Бранко Јеринић       | Полицајац              |
| Дарко Бјековић       | Предузимач             |
| Милинко Ломић-Шућур  | Радник                 |
| Александар Хрњаковић | Трговац                |
| Милан Михаиловић     | Свештеник              |

## Награде
На 41. Филмским сусретима у Нишу 2006. године:
- Милан Гутовић је за главну улогу добио награду Цар Константин.[5][6]